# 安全第一

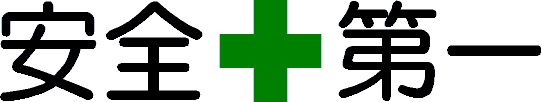
日本での一般的な掲示例

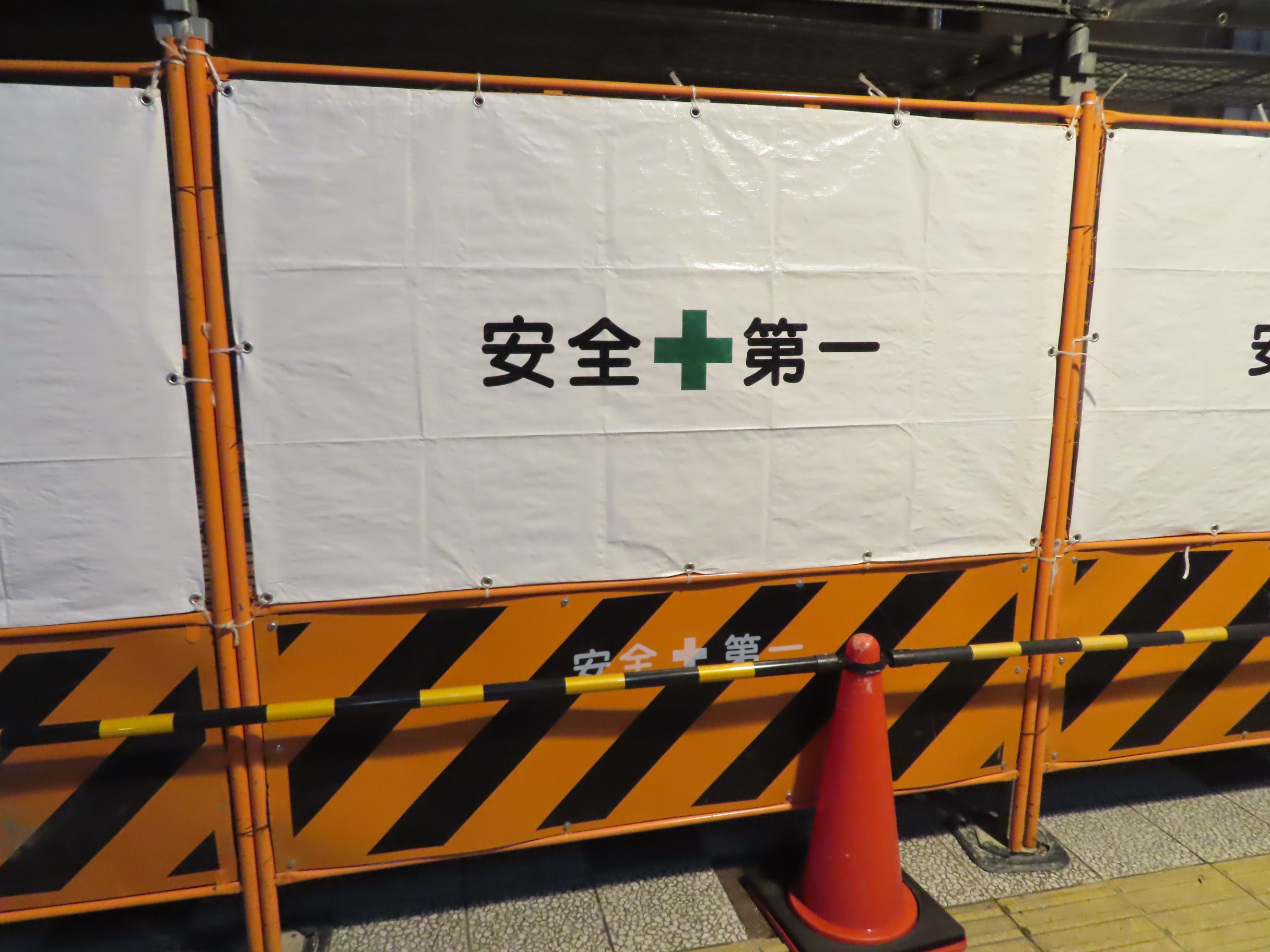
「安全第一」の表記があるバリケードの例（滋賀県草津市）

安全第一（あんぜんだいいち）は、工場や建設現場などの職場において安全を何よりも重要に考えるという意味の標語（スローガン）である。

## 歴史
安全第一 (safety-first)は、アメリカ合衆国で誕生した標語（スローガン）である。
1900年代初頭、アメリカ国内では不景気のあおりを受け、労働者たちは劣悪な環境の中で危険な業務に従事していた。結果、多くの労働災害に見舞われていた。
当時、世界有数の規模を誇っていた製鉄会社、USスチールの社長であったエルバート・ヘンリー・ゲーリーは労働者たちの苦しむ姿に心を痛めていた。熱心なキリスト教徒でもあった彼は人道的見地から、当時の「生産第一、品質第二、安全第三」という会社の経営方針を抜本的に変革し、「安全第一、品質第二、生産第三」としたのである。
この方針が実行されると、労働災害はたちまち減少した。品質・生産も上向いた景気の波に乗り、この安全第一という標語はアメリカ全土に、やがて世界中に広まった。
日本において安全第一の標語は工事現場や工場などで掲示されており、目にすることができる。「安全」と「第一」の間に緑十字が配置されることが多く、旗や垂れ幕のほか、作業員のヘルメットや作業車両などに書かれる。
2011年以降相次いで事故や不祥事を発生させた北海道旅客鉄道（JR北海道）では、再発防止策の一環として2015年以降「安全第一、安定第二」という標語を使用している。これは、過去に安定輸送を重視するあまり安全面をおろそかにしたことを鑑み、危険を感じた場合は安全確保のために躊躇なく列車を止めるという姿勢を示したものである。